# Томас К'юбітт
Томас К'юбітт (25 лютого 1788 — 20 грудня 1855) — британський майстер-будівельник. Найбільше відомий завдяки масштабній забудові вулиць і площ Лондона, зокрема районів Белгравія, Пімліко та Блумзбері. Його пра-пра-пра-правнучкою є
королева Камілла.

## Біографія
Томас К'юбітт народився в родині теслі з Норфолку. У молоді роки працював корабельним теслею в Індії, а повернувшись, 1810 року заснував у Лондоні, на Грейз-Інн-роуд, власну будівельну компанію. Фірма К'юбітта стала однією з перших, де всі роботи виконували штатні майстри без залучення дрібних підрядників.

## Діяльність

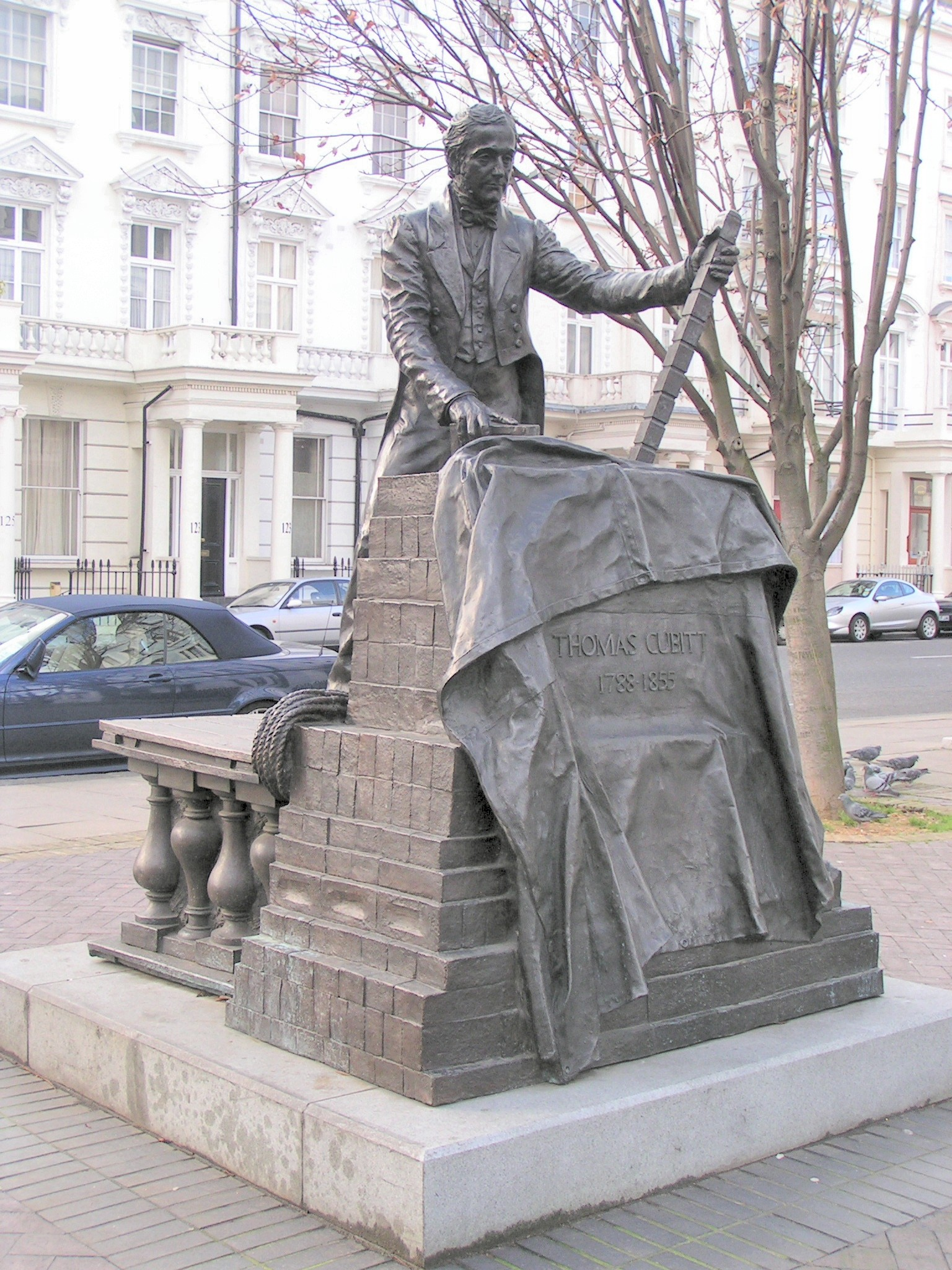
Пам'ятник Томасу К'юбітту роботи Вільяма Фоука, 1995 р. На Денбіг-стрит, Лондон. Такий самий пам'ятник встановлений у місті Доркінг, Суррей.

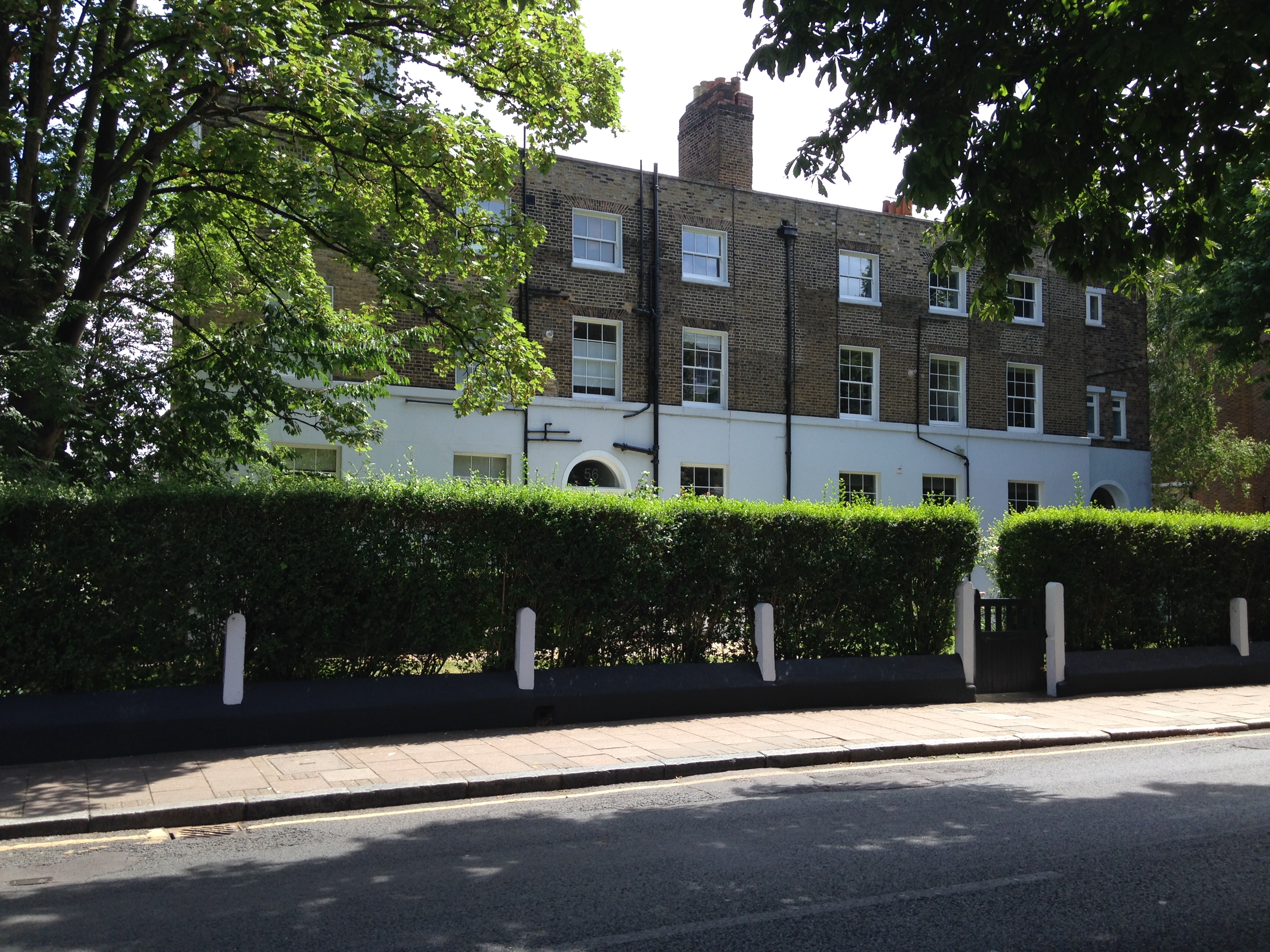
54–56 Гайбері-парк (Ізлінгтон) — останні вцілілі вілли, збудовані К'юбіттом

Першим значним проєктом К'юбітта став Лондонський інститут на Фінсбері-серкус (1815). Згодом він узявся за житлову забудову в районах Кемден-Тауна, Ізлінгтона, особливо в Гайбері-парк та Сток-Ньюінгтон.
Від 1820 року почав працювати у Блумзбері, зокрема забудовуючи Гордон-сквер і Тевісток-сквер для групи землевласників на чолі з герцогом Бедфордським.
У 1824 році К'юбітт уклав угоду з маркізом Вестмінстерським щодо забудови Белгравії й Пімліко. Зокрема, ним зведені північна й західна сторони Ітон-сквер, що вирізняються притаманним йому архітектурним стилем.

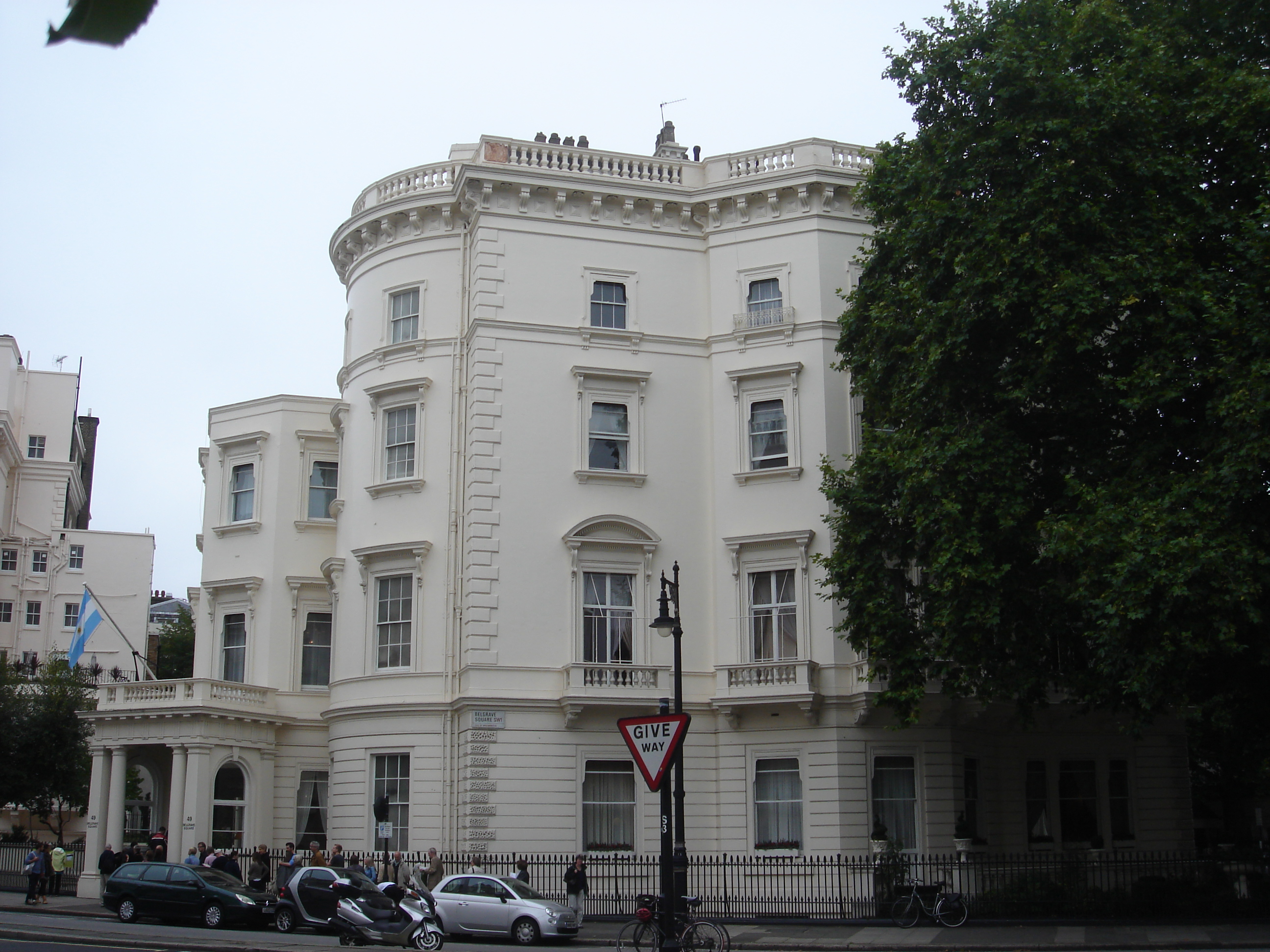
Будинок, збудований К'юбіттом на 49 Белгрейв-сквер, Лондон

К'юбітт також був відповідальним за східний фасад Букінгемського палацу, займався забудовою Кемп-Тауну в Брайтоні та збудував Осборн-гаус на острові Вайт, завершений 1851 року. Він особисто профінансував спорудження близько кілометра набережної Темзи і долучився до створення парку Баттерсі-парк.
Після пожежі на одній зі своїх майстерень біля Темзи він сказав:
|  | Скажіть робітникам, що за тиждень вони знову будуть на роботі. Я внесу 600 фунтів на купівлю нових інструментів. |

На початку 1820-х К'юбітт перебудував заміський будинок Полсден-Лейсі в Сурреї.
У 1827 році він відійшов від справ, передавши фірму своєму братові, але компанія й далі працювала під старою назвою.

## Сім'я
Томас К'юбітт мав двох братів; один був підрядником і політиком, інший — інженером, що проєктував низку об'єктів, зведених Томасом. У 1821 році Томас одружився з Мері Енн Ворнер (1802—1880); подружжя мало щонайменше 12 дітей, п'ятеро з яких померли ще за життя батька. Один із синів — Джордж — став політиком і 1892 року отримав титул барона Ешкомба.

## Останні роки та спадщина

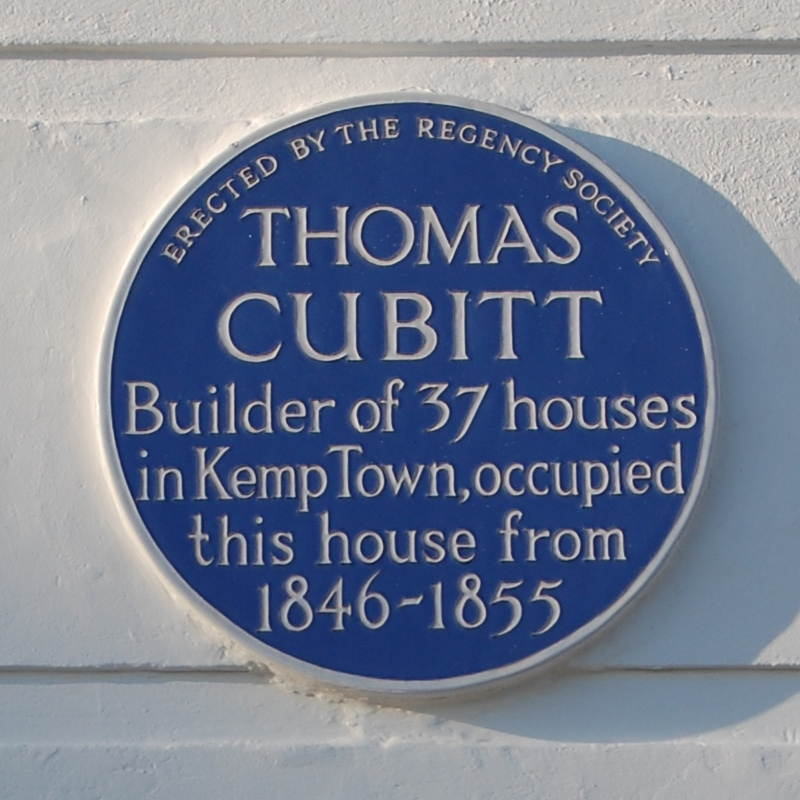
Меморіальна дошка на будинку К'юбітта за адресою: 13 Льюїс-Кресент, Кемп-Таун, Брайтон

К'юбітт помер у грудні 1855 року і 27 грудня його було поховано на кладовищі Вест-Норвуд. Королева Вікторія писала після його смерті:
|  | У своїй сфері, з тими масштабами справ, якими він керував, він став справді великою національною втратою. Добросерднішої, сердечнішої й скромнішої людини годі було знайти. |

Пам'ятники К'юбітту встановлено в районі Пімліко (Лондон) і в місті Доркінг (графство Суррей) біля його маєтку «Денбіс». У 1883 році фірму К'юбітта придбала компанія Holland & Hannen, утворивши Holland & Hannen and Cubitts, а згодом — Holland, Hannen & Cubitts.
На честь Томаса К'юбітта названо низку пабів, ресторанів і інших закладів.